# Alta (biltillverkare)

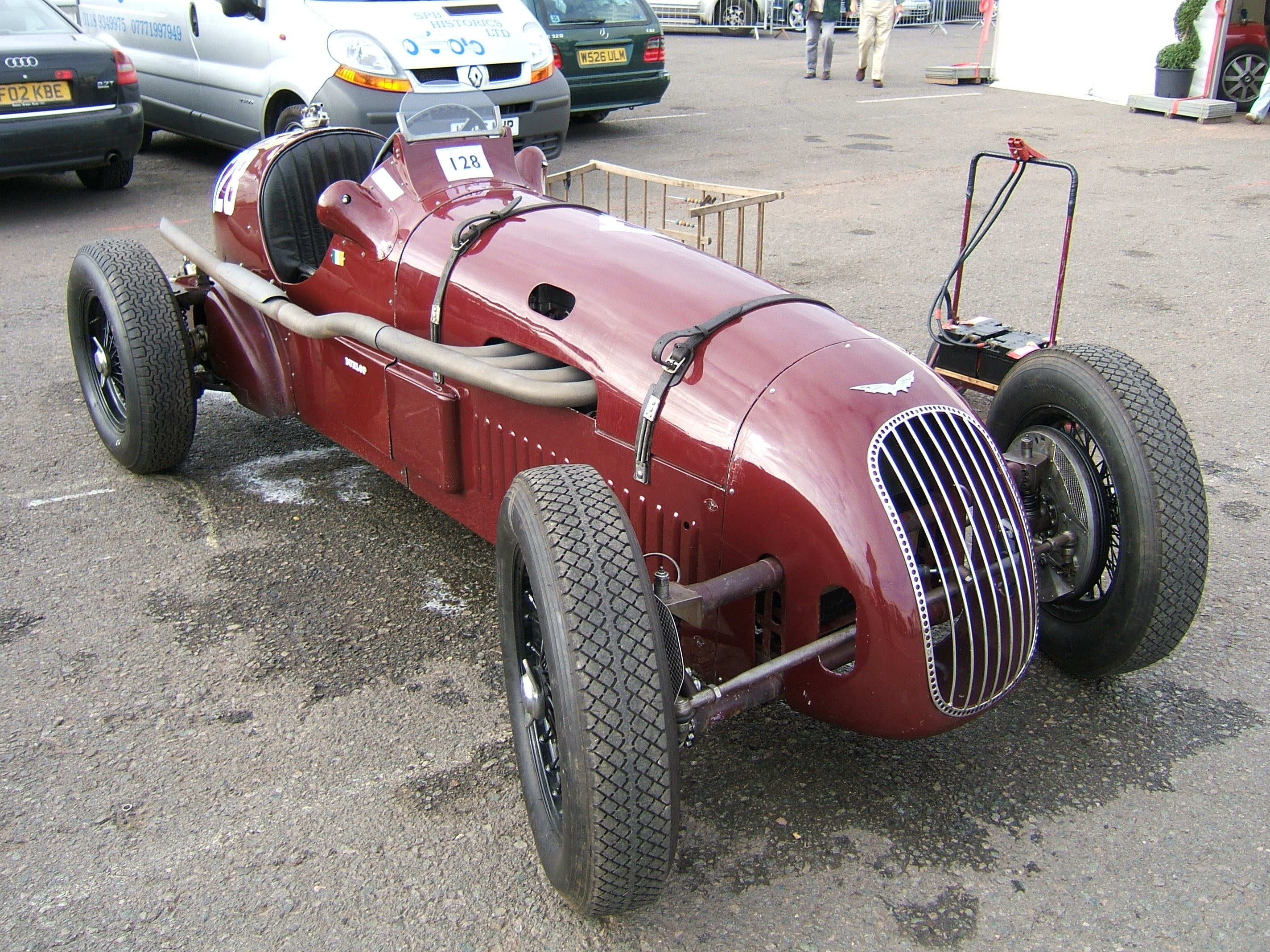
Alta voiturette.

Alta Car and Engineering Company var en brittisk tillverkare av tävlingsbilar som verkade i Surbiton, Surrey mellan 1929 och 1954. Flera privatförare tävlade med Alta i Formel 1 under mästerskapets första säsonger och Alta levererade motorer till flera brittiska formel 1-stall under 1950-talet.

## Historik
Geoffrey Taylor byggde sin första sportbil 1929. Taylor hade konstruerat en avancerad fyrcylindrig motor på 1,1 liter, med motorblock i aluminium och kamskaftsdrivna dubbla överliggande kamaxlar. Motorn kunde även förses med en Roots-kompressor. Kunden kunde välja mellan en fyrväxlad osynkroniserad växellåda eller en förväljarlåda.
Under 1930-talet vidareutvecklade Taylor sina tävlingsbilar. En ensitsig monoposto för voiturette-klassen tillkom och en ny generation motorer på 1,5 respektive två liter med kedjedrivna kamaxlar tog vid. Dessa bilar var populära bland privatförare i mindre klubbtävlingar, men var inte tillräckligt driftsäkra för att kunna konkurrera i Grand Prix racing.
Efter andra världskriget introducerades en ny formelbil 1948, med individuell hjulupphängning runt om och kompressormatad 1,5-litersmotor. Första kunden var George Abecassis, som senare vidareutvecklade bilen för sitt eget HWM-stall. När Formel 1-VM startade 1950 saknade Taylor resurser att utveckla en konkurrenskraftig bil. Istället försågs bilen med en tvåliters sugmotor och tävlade i formel 2.

## Formel 1

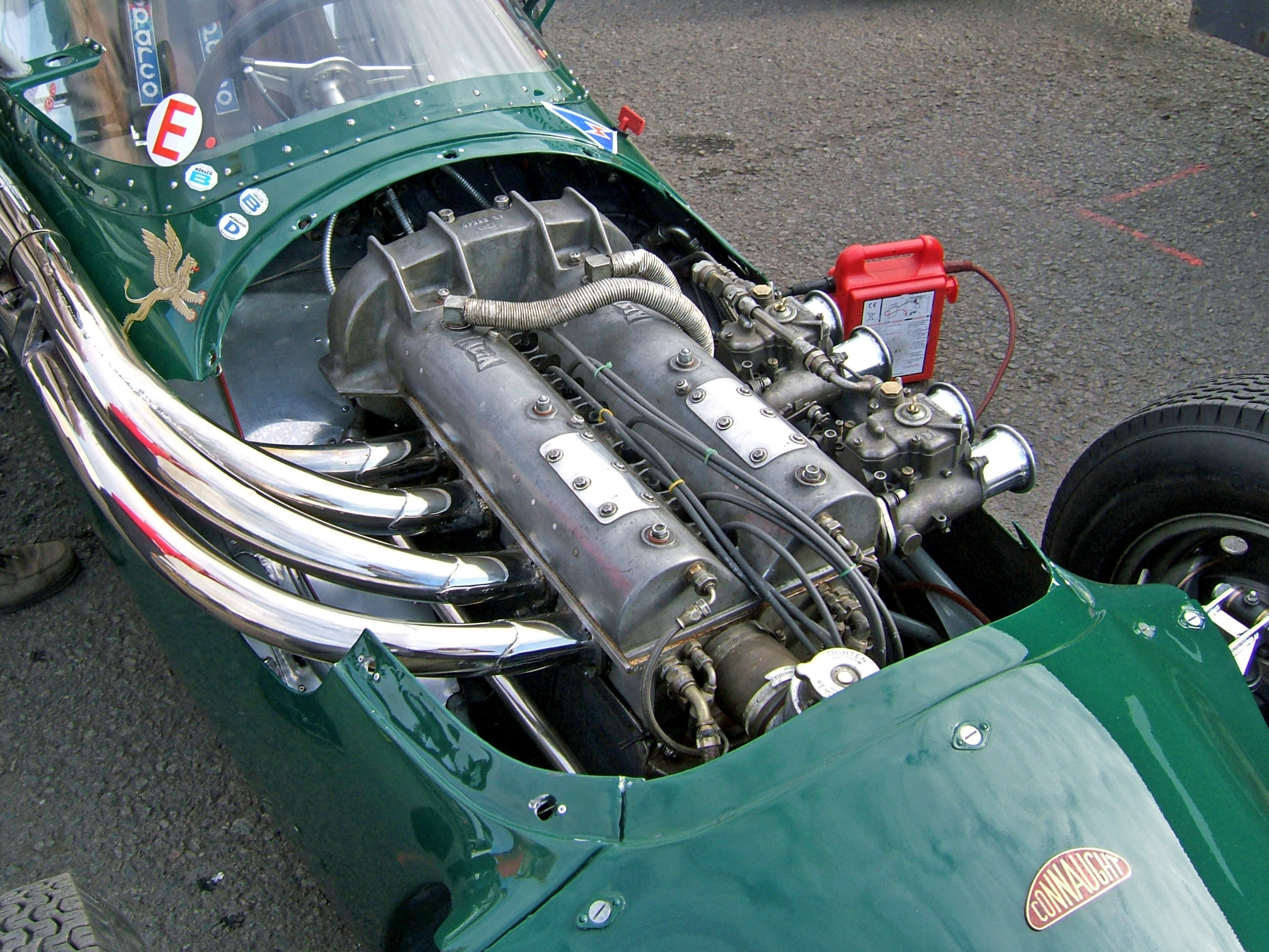
Alta-motor i en Connaught Type C.

### Motorleverantör
Alta levererade motorer till ett antal formel 1-stall under hela 1950-talet, såsom Connaught Engineering, Cooper Car Company och HWM.

### Andra stall
Flera privatförare tävlade med Alta-bilar under formel 1-VM:s första säsonger.
| Stall           | Säsong | Konstruktör | Antal lopp |
| --------------- | ------ | ----------- | ---------- |
| Geoff Crossley  | 1950   | Alta        | 2          |
| Joe Kelly       | 1950   | Alta        | 1          |
| Joe Kelly       | 1951   | Alta        | 1          |
| Peter Whitehead | 1952   | Alta        | 2          |